# Albin Csáky

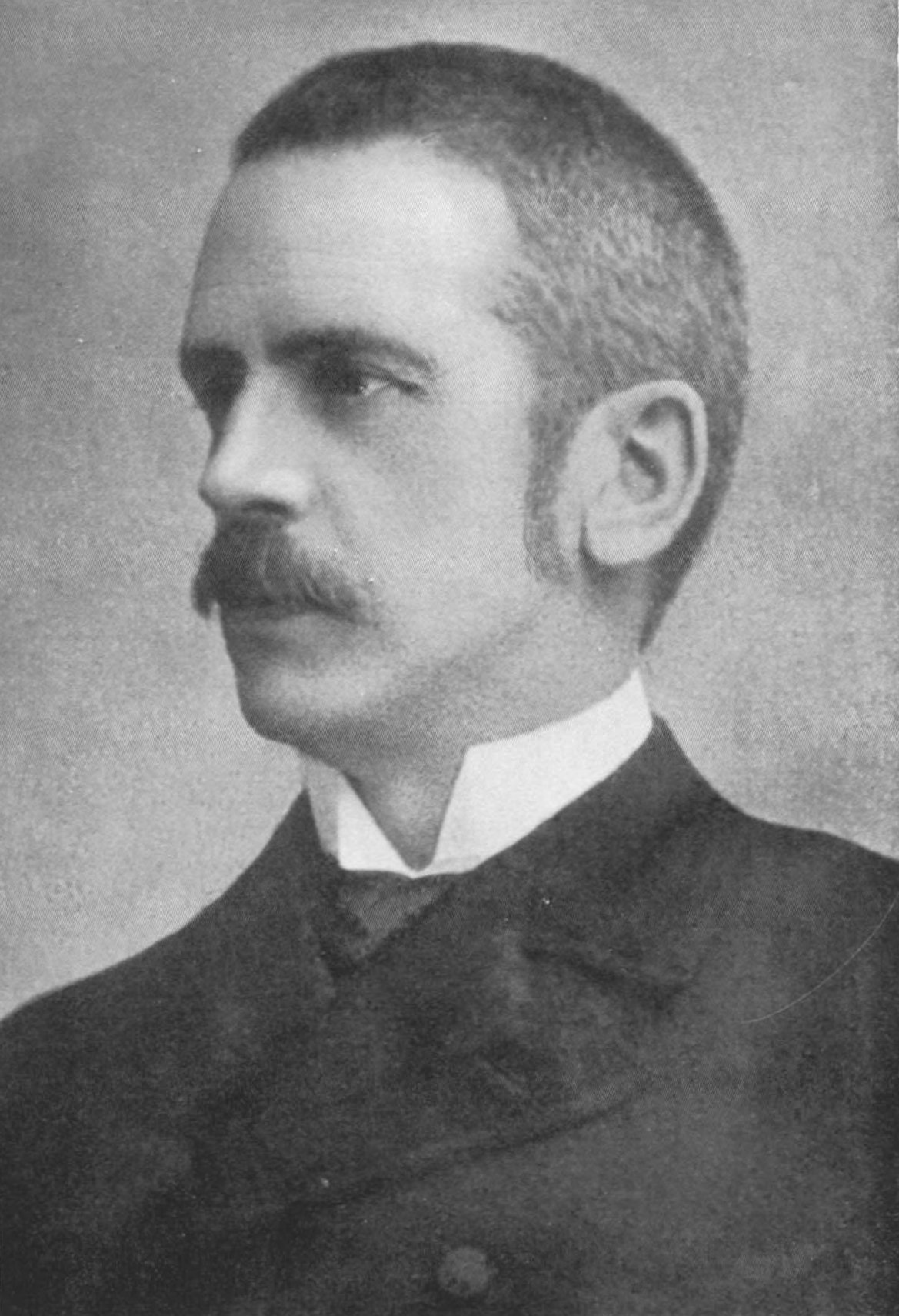
Albin Csáky

Albin Graf Csáky von Körösszeg und Adorján (* 19. April 1841 in Krompach, Komitat Zips; † 15. Dezember 1912 in Budapest) war ein ungarischer Politiker, Geheimer Rat, Minister für Kultus und Unterricht und Hofbeamter.

## Leben
Csáky war Sohn von August Csáky und Iphigenie Prónay und besuchte das Gymnasium in Leutschau, das er mit ausgezeichneten Leistungen abschloss. Nach dem Jurastudium wurde er 1866 erstmals Abgeordneter im ungarischen Landtag. 1867 erhielt er die Obergespanswürde des Komitats Zips, und ab 1880 zusätzlich jene des Komitats Sáros, die er beide bis 1888 innehatte. 1880 wurde ihm der Ministerposten des gemeinsamen Finanzministeriums von Österreich-Ungarn angeboten, was er jedoch ablehnte. Er wurde 1887 zum Obersttruchsess, und am 22. September 1888 von König Franz Joseph I. zum Minister für Kultus und Unterricht im Kabinett von Ministerpräsident Kálmán Tisza ernannt. Dieses Amt behielt er auch noch bei den Nachfolgern Tiszas, Gyula Szapáry und Sándor Wekerle, bis 1894 bei. Ihm gelangen während seiner Amtszeit mehrere wichtige Reformen, darunter die Abschaffung des Griechischen als obligatorische Unterrichtssprache, und die Reform der Mittelschulen zu Einheitsschulen. Von 1900 bis 1906 und von 1910 bis 1912 war er Präsident des Magnatenhauses. Kurz vor seinem Tod ernannte ihn der König 1912 zum Tarnackmeister (Oberstschatzmeister).

## Auszeichnungen
- Österreichisch-kaiserlicher Leopold-Orden, Komtur (1879)
- Gregoriusorden, Großkreuz (1887)
- Orden vom Goldenen Vlies, Ritter (1907)